# 北米国際オートショー
北米国際自動車ショー（ほくべいこくさいじどうしゃショー、英語: North American International Auto Show, NAIAS) は、アメリカ合衆国・デトロイトで、毎年9月に開催される国際自動車展示会、世界5大モーターショーの一つ。以前はデトロイト・オートショーと称していたが、現在においても、しばしばこの名称で呼ばれることがある。

## 概要
北米国際自動車ショーは、現在では世界5大モーターショーの一つに数えられるが、数年前まではモーターショーとしては認められなかった。アメリカのモーターショーといえば、販売や商談の場、という意識が強く、他モーターショーのようにコンセプトカーや新車の発表の場という意識が薄かったものと考えられていた。
アメリカ国内のモーターショーは、毎年1月に開催されるロサンゼルスモーターショー、同月に開催されるデトロイトモーターショー、2月に開催されるシカゴモーターショー、3月に開催されるニューヨークモーターショーがあるが、メーカーからこの4つのモーターショーの中から一つを国際的なモーターショーにしようとする機運が高まり、アメリカの自動車メーカービッグ3後押しもありデトロイトモーターショーを国際的なモーターショーになることが決定したという経緯がある。

## 開催時期の変更
2020年のショーより、従来の1月から6月に開催時期が変更される予定だった。理由として、デトロイトショーに先立って1月初旬にネバダ州ラスベガスで開催されているCES（旧称コンシューマー・エレクトロニクス・ショー）へ出展する自動車メーカーや関連企業の増加が挙げられる。
また、寒さの厳しい1月のデトロイトでは困難な屋外展示が可能になるなどのメリットも生まれるとしている。
しかし新型コロナウイルス感染症の世界的流行 (2019年-)で2020年6月のショーは開催中止となり、さらに2021年も中止。その後開催時期が9月に再変更され、初の9月開催回は2022年となった。

## その他
- 北米カー・オブ・ザ・イヤーは、年初に行われる北米国際オートショーの期間内に発表されることとなっている[6]。

## 参考リンク
- ～世界のモーターショー～５大モーターショーの特徴と楽しみ方日本自動車工業会